# Chapelle Notre-Dame-de-l'Isle de Goudelin
La chapelle Notre-Dame-de-l'Isle est un édifice situé à Goudelin, en France.

## Localisation
La chapelle est située sur le territoire de la commune de Goudelin, dans le département  des Côtes-d'Armor, en région Bretagne.

## Description
La chapelle abrite la statue de Notre-Dame de l'Isle, en bois polychrome, et celle de saint Éloi, le patron des forgerons et le protecteur des chevaux.
À l'intérieur se trouve le gisant de Guillaume de Goudelin et Marie de Portztrévenon. Et trois tableaux du peintre briochin Raphaël Donguy, peints en 1859 :  L'Annonciation ; Descente de la Croix encadré par deux anges ; Le Couronnement de la Vierge.
Dans le clocher, une cloche en bronze avec une inscription en caractères romains.

## Historique
Henri Frotier de La Messelière a fait un dessin de la chapelle Notre-Dame-de-l'Isle datant en partie de 1907 et en partie de 1931.

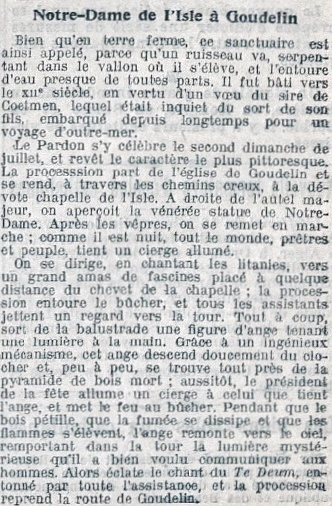
Description du pardon de la Chapelle de Notre-Dame-de-l'Isle datant de 1910 (publiée dans le journal La Croix des marins).

La chapelle est classée partiellement (clocher et porche) au titre des monuments historiques par arrêté du 20 janvier 1913. Plusieurs photographies et documents concernant la chapelle sont disponibles sur le site Internet de l'Inventaire culturel de Bretagne, dont une vue générale de la chapelle, la croix monumentale, une vue générale du chevet, et plusieurs photographies de l'intérieur de la chapelle, par exemple une vue axiale intérieure d'ouest en est, etc..

## Galerie

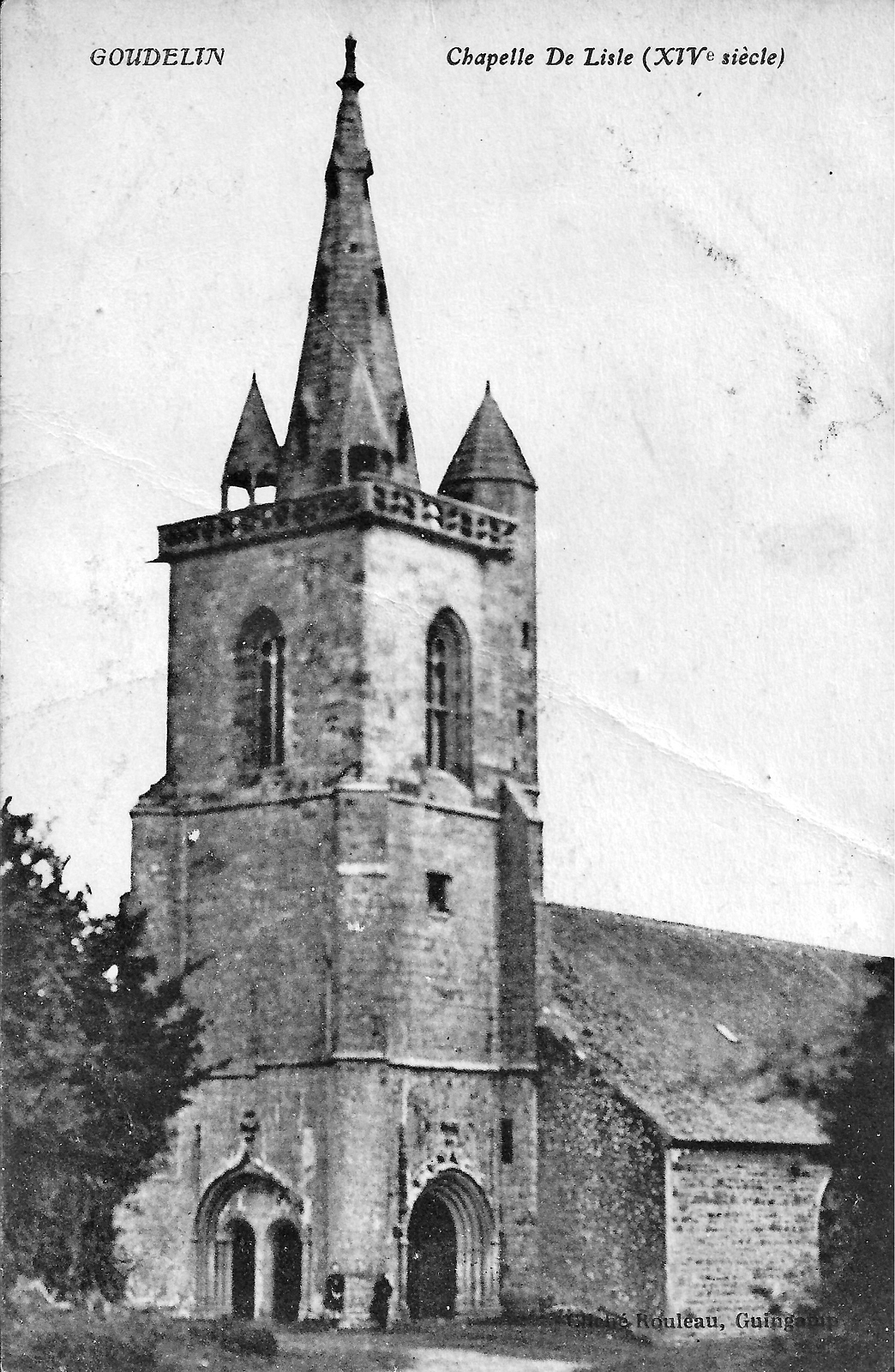
La chapelle Notre-Dame-de-l'Isle vers 1920 (carte postale).
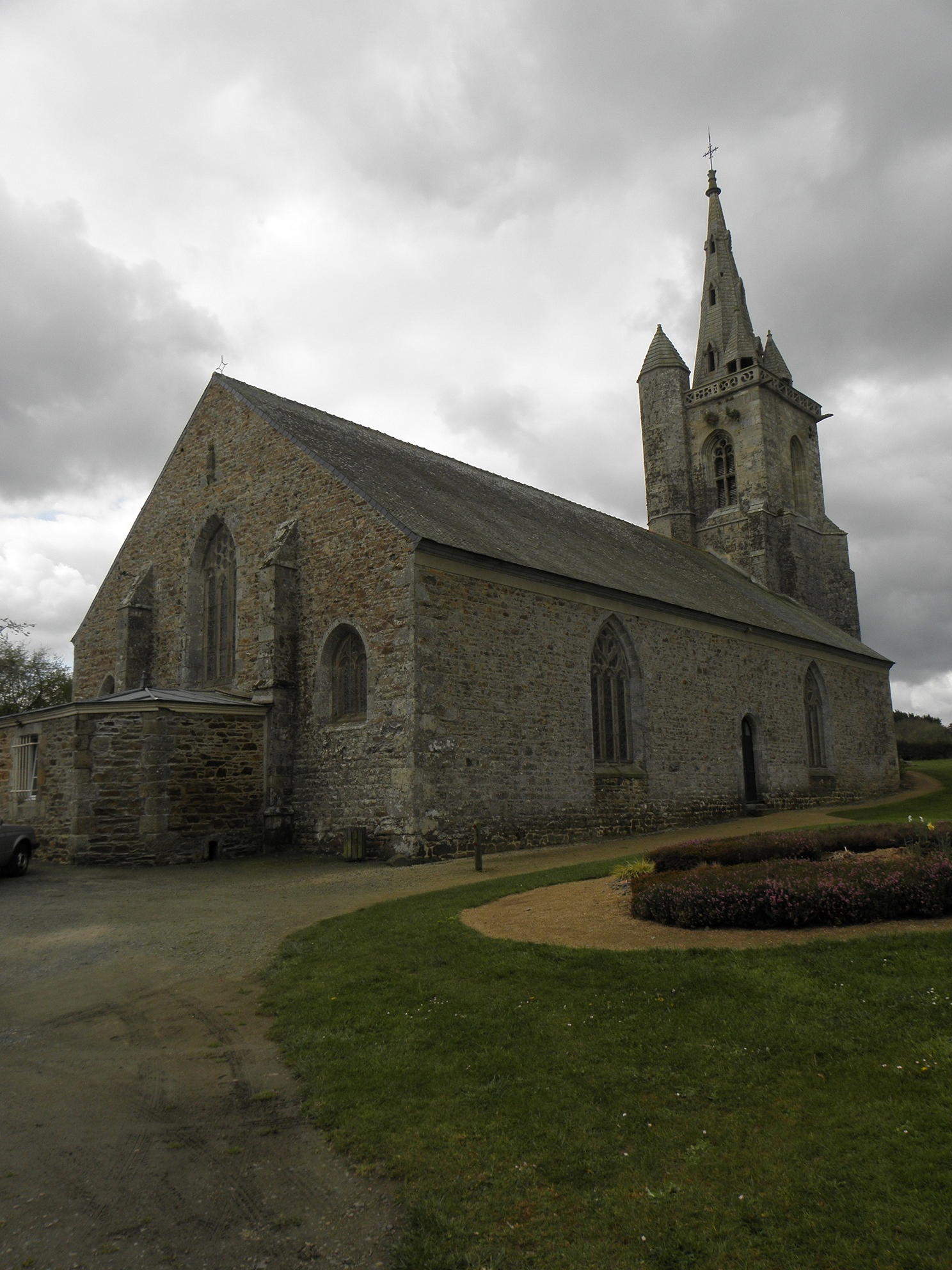
Chevet et flanc nord de la chapelle Notre-Dame-de-l'Isle.
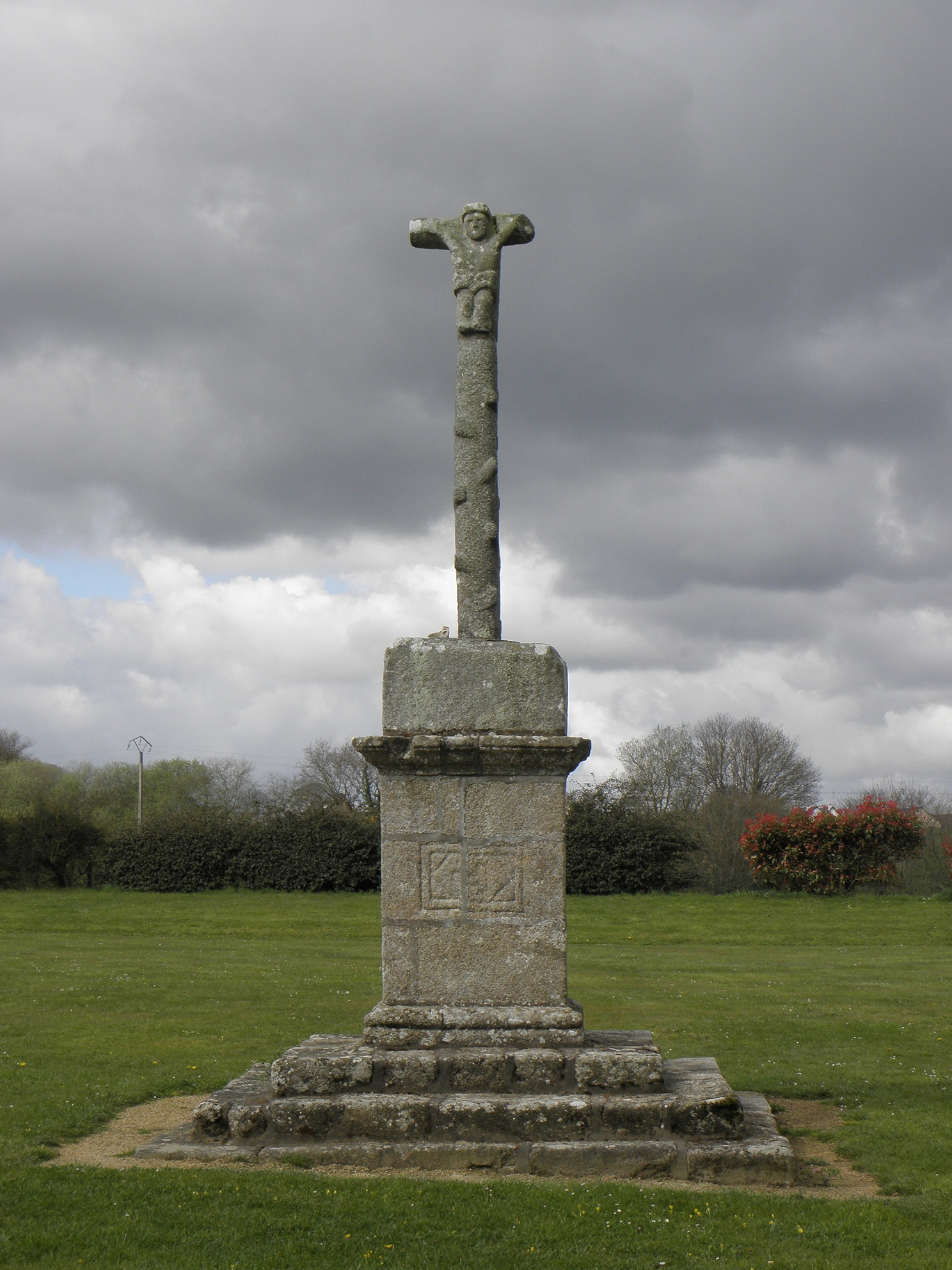
Calvaire.
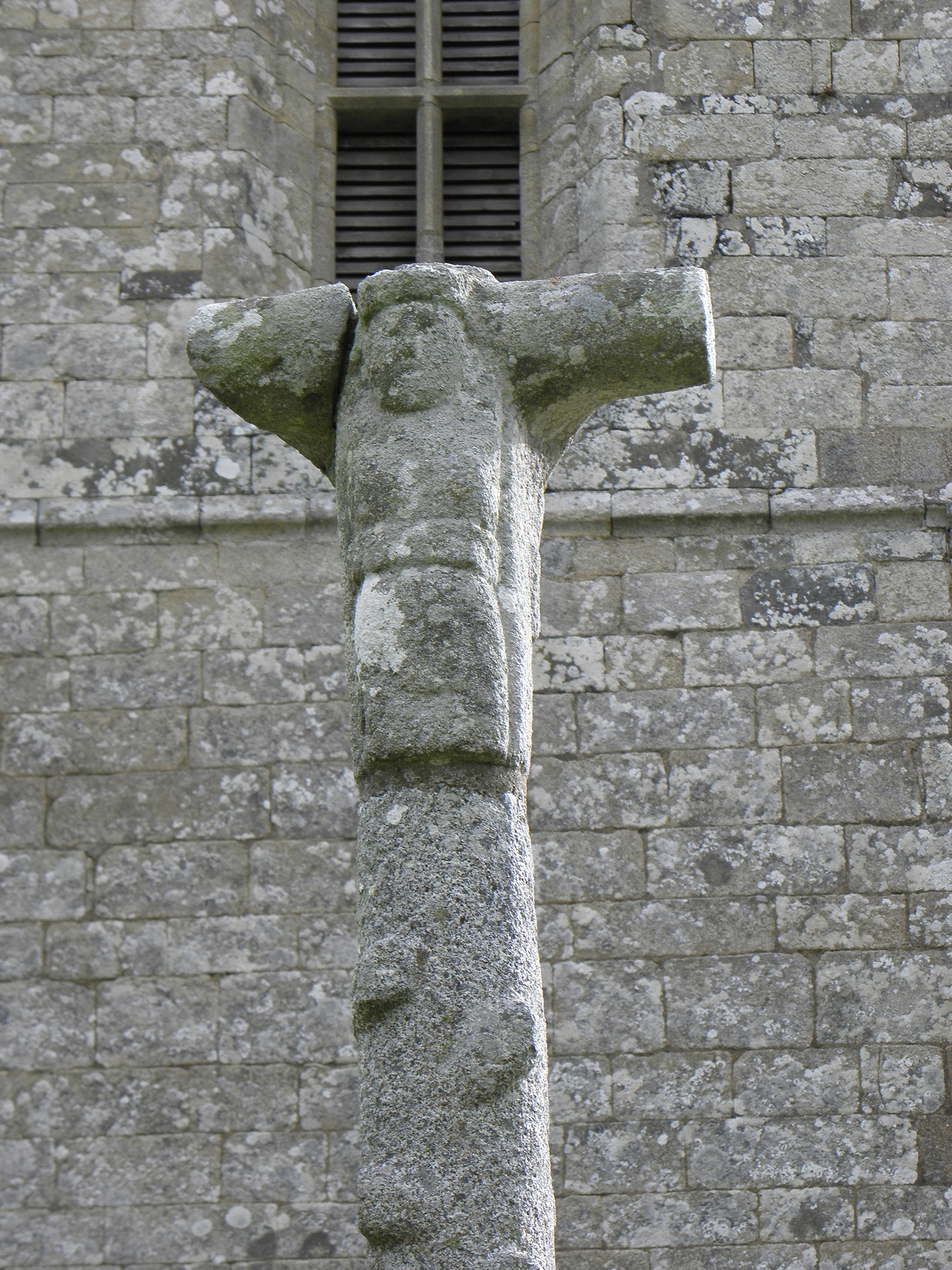
Calvaire.
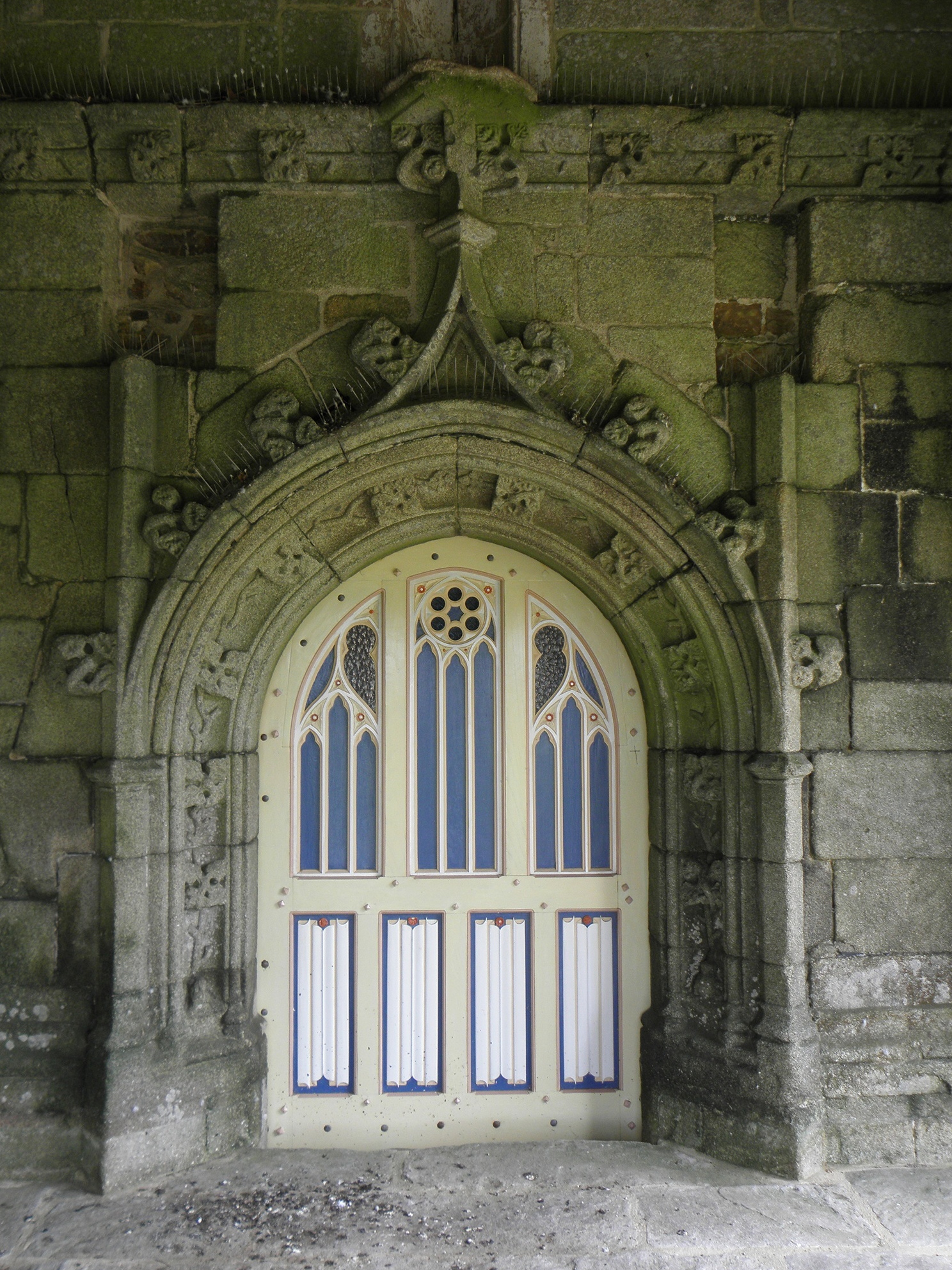
Portail occidental sous le porche du clocher-tour de la chapelle.
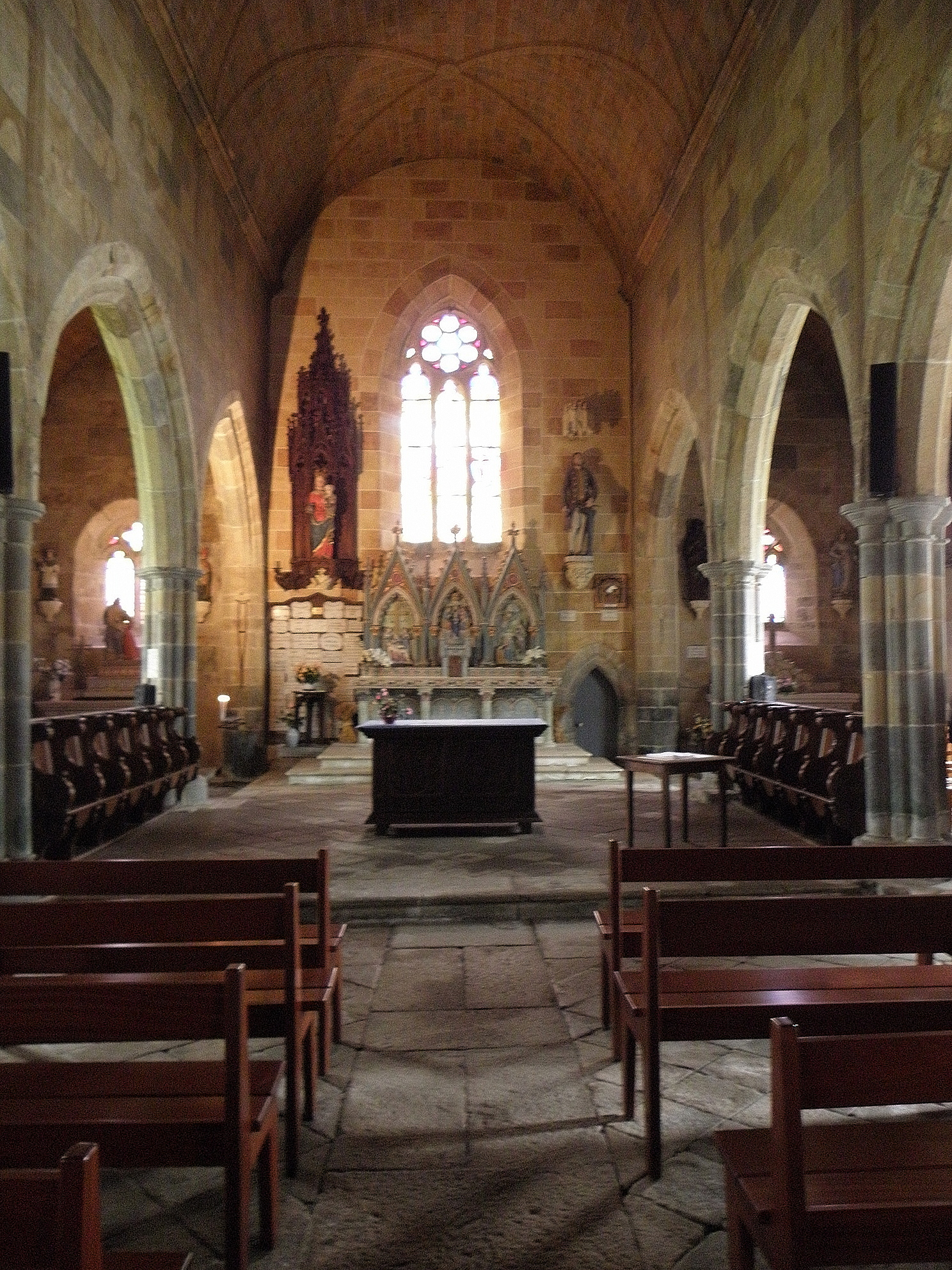
Intérieur de la chapelle.
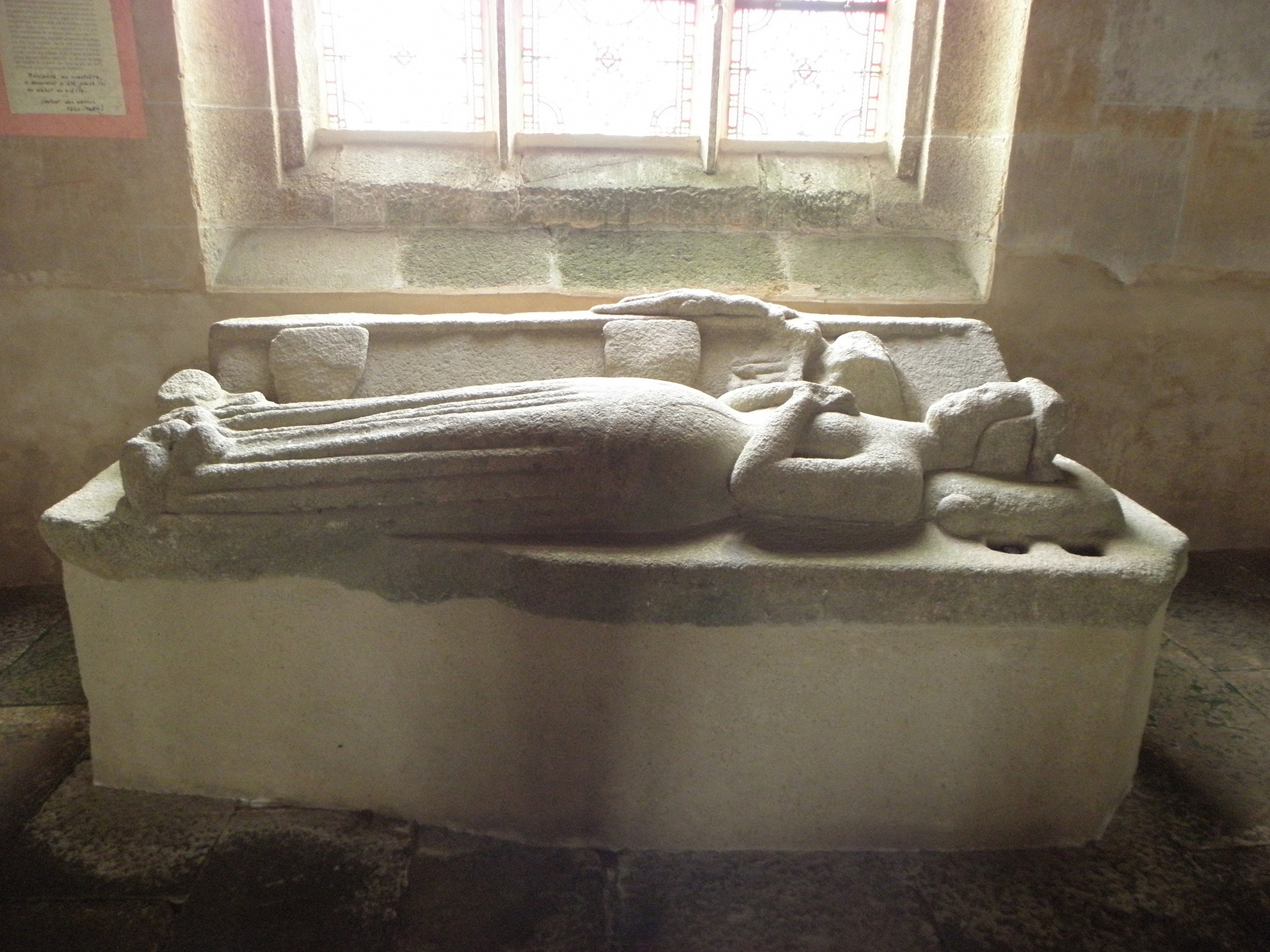
Gisant de Guillaume de Goudelin et Marie de Portztrévenon.
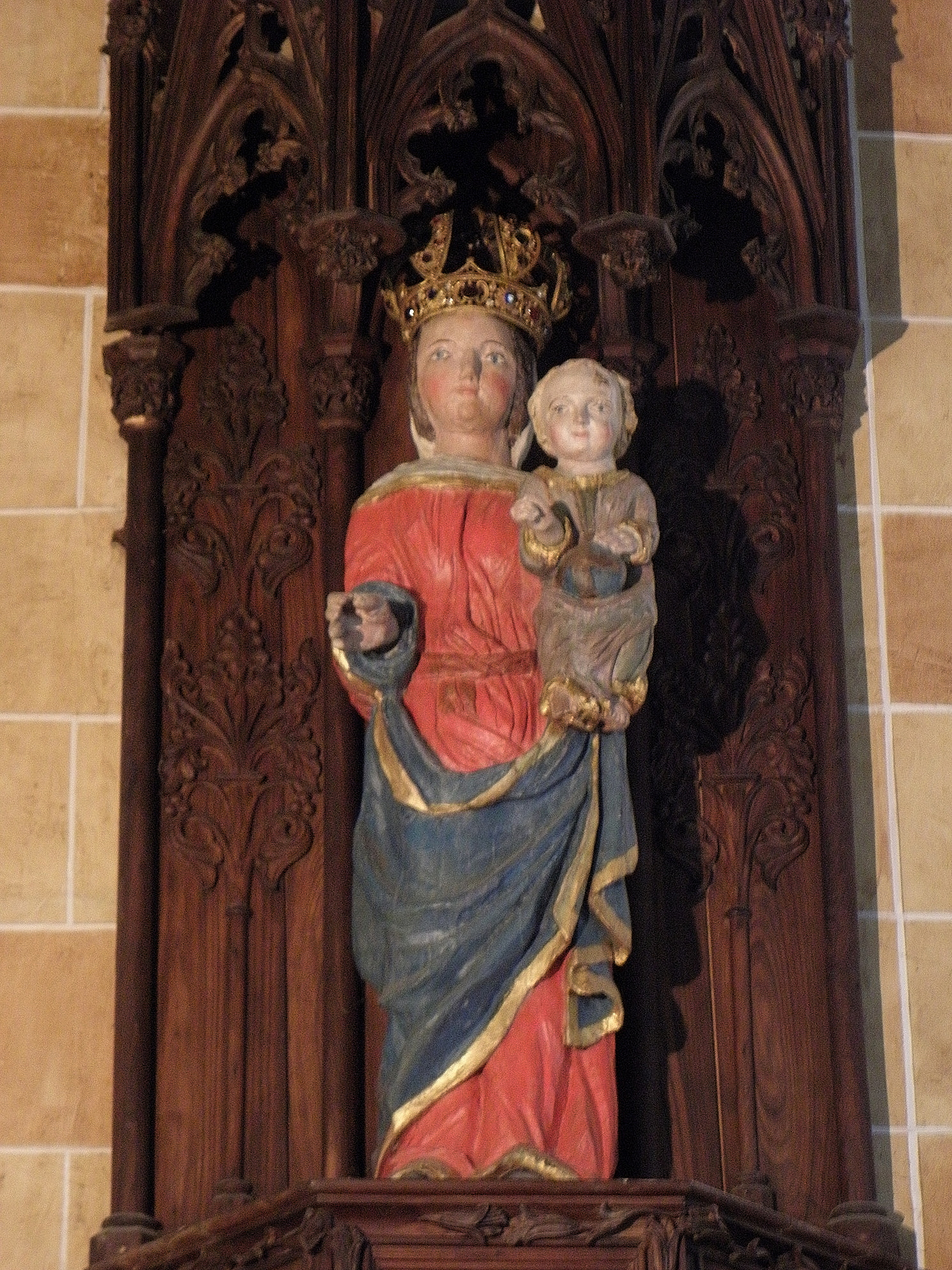
Statue de Notre-Dame-de-l'Isle.
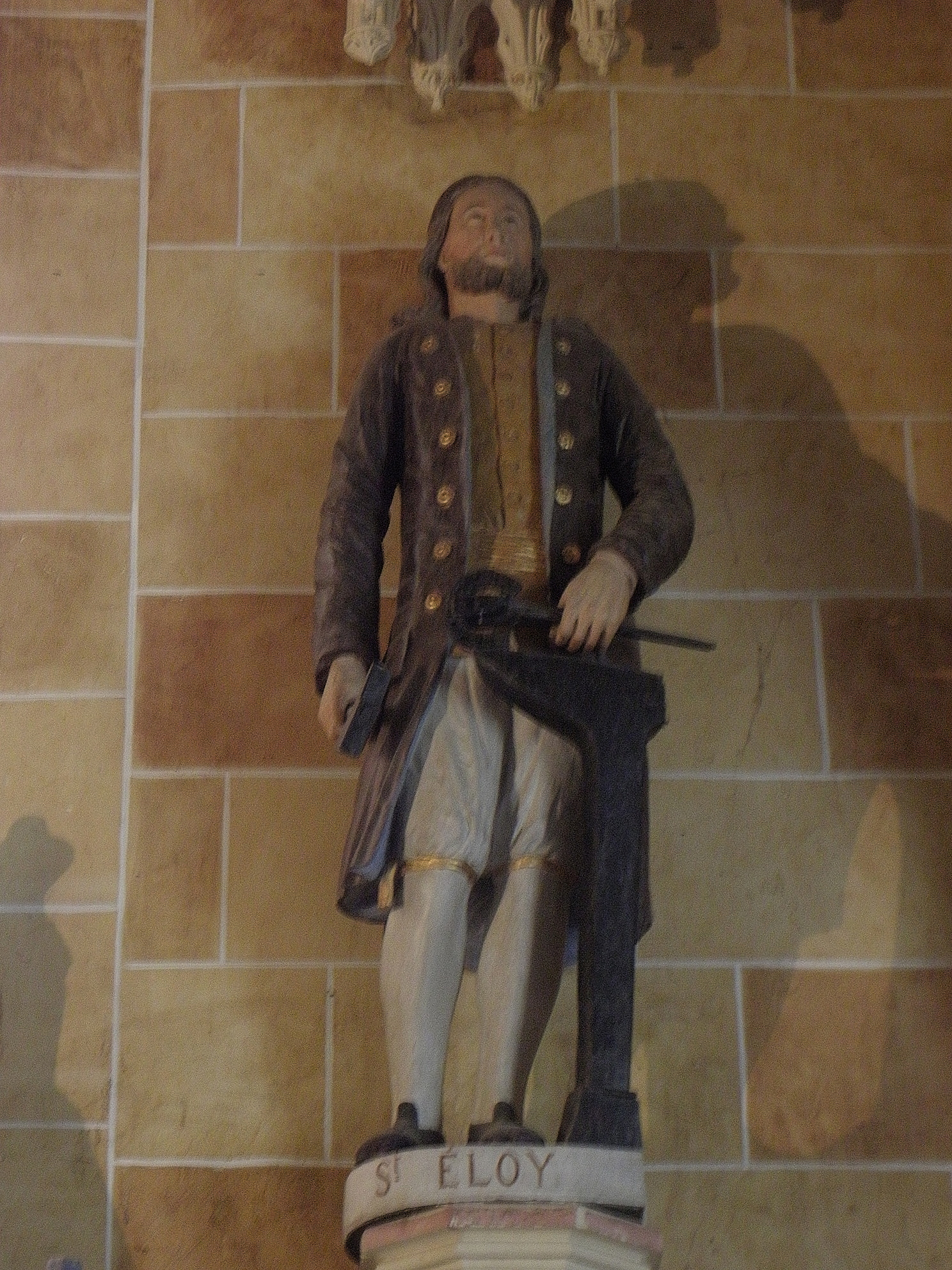
Statue de saint Éloi.
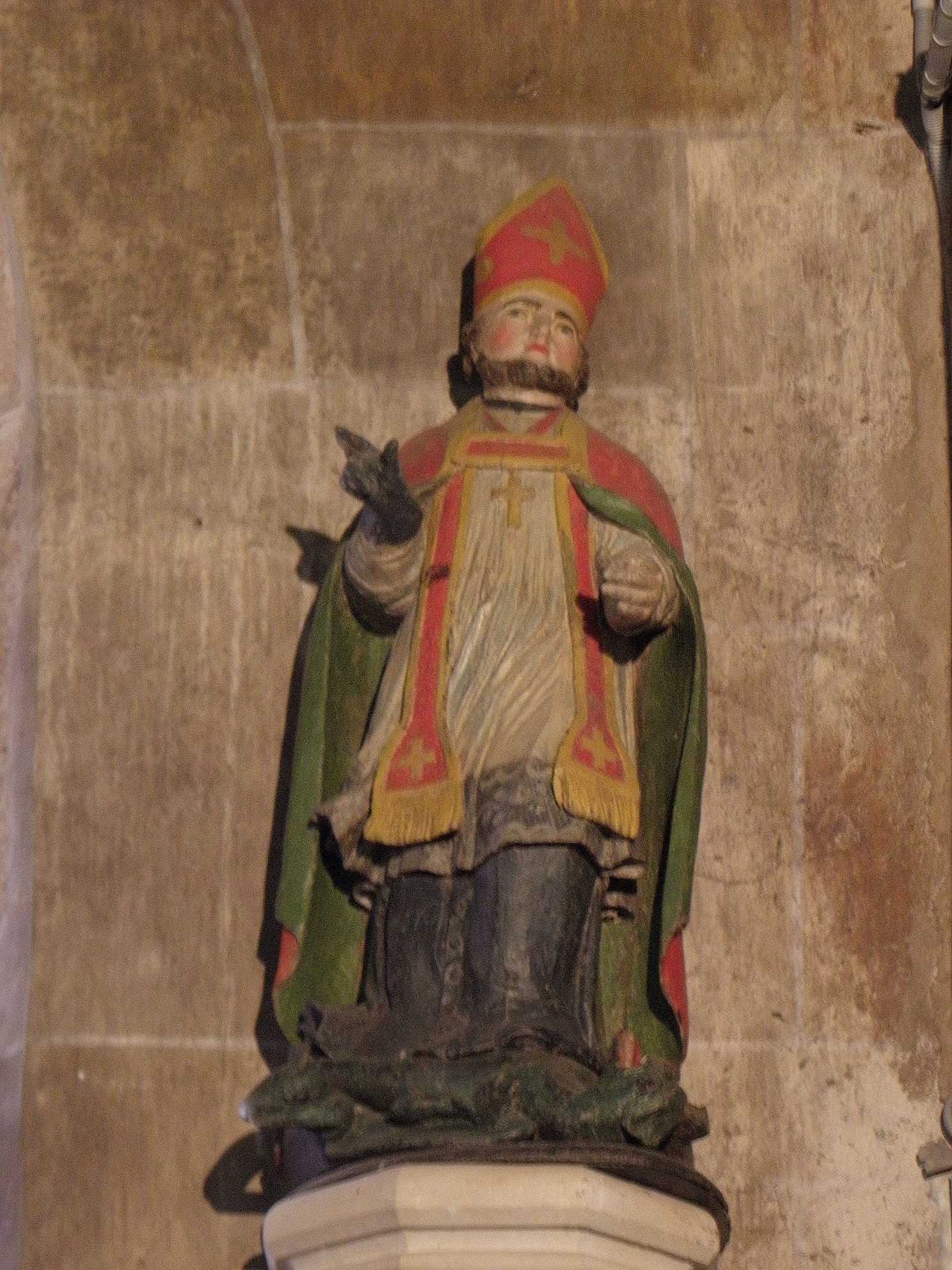
Statue d'un saint évêque.